# Henri Bouchard
Henri Bouchard (Dijon, 13 de dezembro de 1875 — Paris, 30 de novembro de 1960) foi um escultor francês.
Em sua homenagem foi denominada uma rua na cidade de São Paulo, na Vila Leopoldina.